# 두수 (잡지)
《두수》(중국어 간체자: 读书, 병음: Dúshū, 한자음: 독서)는 중국의 문학 월간지이다. 1955년 《두수 월보》(读书月报)로 창간하였다. 1960년대에 휴간하였다가 1979년에 현재의 이름으로 복간하였다.